# Þorgeir Hávarðsson
Þorgeir Hávarðsson   (dècada del 990 - 1023 (Gregorià)) fou un viking nascut a Jökulskälla, situat a la costa sud d'Ísafjarðardjúp i al nord-oest d'Islàndia. Apareix com a personatge històric en la Saga dels Fóstbrœðra al costat del seu germà Þormóður Kolbrúnarskáld, skald i viking.Tots dos van acordar que «aquell que en sobrevisqués, venjaria la mort de l'altre». Era fill d'Havarr Einarsson i membre del hird del rei Olaf II de Noruega.
Þorgeir era un guerrer excepcional però a diferència del seu germà, matava per estupideses i per esport. Era audaç i de cor generós, estatura mitjana i cabell negre arrissat.
La saga esmenta que va jurar venjança per la mort del seu pare en mans d'un viking anomenat Jöðurr Klængsson, i que finalment la va complir. Morí lluitant en la seua nau en una badia anomenada Hraunhöfn, però abans matà a catorze dels seus atacants en una violenta batalla. En ser derrotat, el seu cadàver fou decapitat per un viking anomenat Tórarinn Ofsi. En la versió de la Saga dels Fóstbrœðra conservada a Hauksbók els seus enemics li arrenquen el cor per veure com era aquest òrgan en el cos d'un guerrer tan excepcional, i se sorprenen que siga «tan petit».
Þormóður i Þorgeir també apareixen com a personatges secundaris a la Saga de Grettir.